# 泰斯盧伊鄉 (奧爾特縣)
44°31′N 24°22′E / 44.517°N 24.367°E
泰斯盧伊鄉（羅馬尼亞語：Comuna Teslui, Olt），是羅馬尼亞的鄉份，位於該國南部，由奧爾特縣負責管轄，處於布加勒斯特以西140公里，每年平均降雨量962毫米，海拔高度134米，2007年人口2,674。